# Sekhemre-Shedwaset
Sekhemre-Shedwaset fou un faraó egipci de la dinastia XVI, que va governar a Tebes. El seu nom vol dir "El poder de Ra que restaura Tebes".
Va succeir a Sewoserenre Bebiankh, segons l'ordre en què són esmentats al Papir de Torí. Segons aquest va regnar només uns 3 mesos (vers 1585 aC) i del nom del seu successor només es pot llegir "...re". Es desconeix on és enterrat.